# Michael Foster (Mediziner)

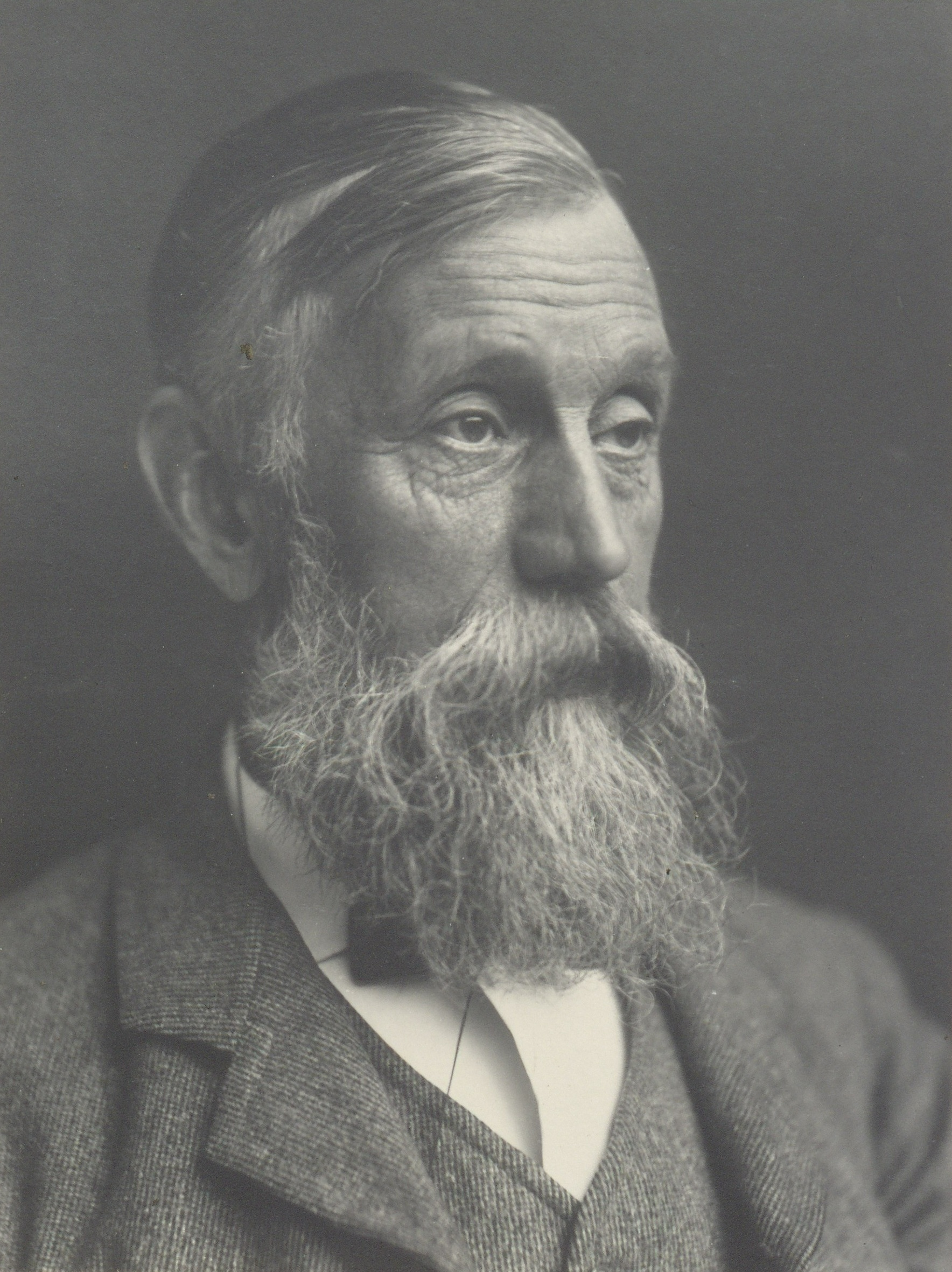
Michael Foster

Sir Michael Foster (* 8. März 1836 in Huntingdon; † 28. Januar 1907 in London) war ein britischer Physiologe und Botaniker.
Sein botanisches Autorenkürzel lautet „Foster“.

## Leben
Foster studierte am Londoner University College Medizin und schloss 1859 das Studium als M.D. ab. 1861 bis 1866 arbeitete er in der Praxis seines Vaters in Huntingdon. 1869 wurde er Nachfolger von Thomas Henry Huxley an der Royal Institution, ein Jahr später wurde er auf den neu geschaffenen Lehrstuhl für Physiologie am Trinity College der Universität Cambridge berufen.
Foster war 1876 Mitbegründer der britischen Physiological Society. 1878 gründete er das Journal of Physiology, dessen Herausgeber er bis 1894 war. 1896 wurde er in die American Academy of Arts and Sciences und 1902 in die American Philosophical Society gewählt. 1903/1904 war er Vizepräsident der Royal Society.
Foster wurde vor allem als Iris-Züchter bekannt. Er kreuzte die diploiden Arten Iris pallida und Iris variegata bzw. deren Hybriden mit tetraploiden Arten aus dem mittleren Osten und schuf so die modernen Varietäten der Bart-Iris. Von Foster gezüchtete Arten wie MRS. HORACE DARWIN, CATERINA und CRUSADER sind heute noch im Handel.

## Ehrungen
Nach ihm benannte Baker 1888 Iris fosteriana Aitchison & Baker in Transactions of the Linnean Society of London. Botany. London 3(1): 114. 1888 sowie in Curtis’s Botanical Magazine 118, t. 7215. 1892
Im Folgejahr benannte Baker 1889 das von M Foster aus Amasia in Klein-Asien mitgebrachte Galanthus fosteri.
Anlässlich der königlichen Birthday Honours 1899 wurde ihm der Titel eines Knight Commander des Order of the Bath (KCB) verliehen; fortan durfte er sich Sir Michael Foster titulieren lassen.

## Schriften
- Textbook of Physiology. 1876.
- Lectures on the History of Physiology in the 16th, 17th and 18th Centuries. 1901.